# Luis de Armagnac
Louis d'Armagnac Duque de Nemours y Conde de Guisa (1472 - batalla de Ceriñola, 28 de abril de 1503) fue un noble y militar francés, y virrey de Nápoles.

## Biografía

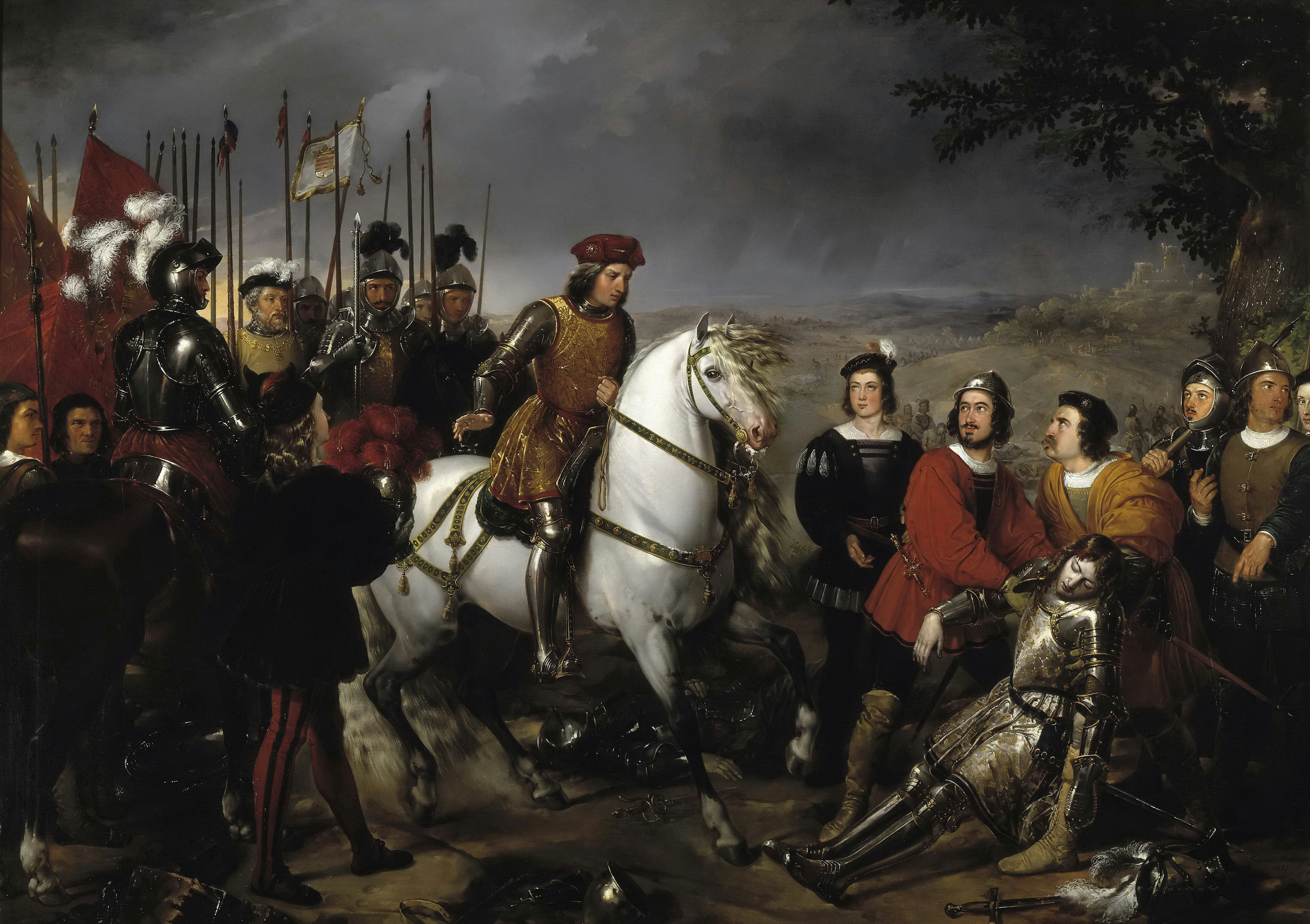
El Gran Capitán observa el cadáver del Duque de Nemours tras la batalla de Ceriñola (obra de Federico Madrazo)

Tercer hijo de Jaime de Armagnac, en 1491 el rey de Francia Luis XII le concedió el título de conde de Guisa que tras la muerte de su tío Carlos V de Maine había pasado a manos de la Corona francesa. En 1500, muertos sus dos hermanos mayores, heredó el título de duque de Nemours.
Mandó el ejército francés que en 1501 ocupó el reino de Nápoles, siendo nombrado virrey en nombre de Luis XII. Durante la segunda guerra italiana se enfrentó a las tropas de Gonzalo Fernández de Córdoba, siendo derrotado en la batalla de Ceriñola, donde murió. Sus títulos nobiliarios pasaron a su hermana Margarita de Armagnac.